# Aerospace Medical Association
L'Aerospace Medical Association (AsMA) és l'organització professional més gran en els camps de l'aviació, l'espai, i de la medicina mediambiental. L'afiliació de l'AsMA inclou especialistes mèdics aeroespacials i hiperbàrics especialistes mèdics, científics, infermeres de vol, fisiòlegs, i investigadors de tot el món.

## Missió
La missió de l'Aerospace Medical Association és millorar el coneixement de la salut, la seguretat i el rendiment de les persones que treballen en el camp relacionat en l'aeroespai mitjançant l'aplicació del mètode científic.

## Història
L'asma es va trobar sota la direcció de Louis H. Bauer, M. D. a 1929. El Dr. Bauer va ser el primer director mèdic de la Branca Aeronàutica del Departament de Comerç dels Estats Units que es va convertir en l'Administració Federal d'Aviació (FAA). Els 29 primers "examinadors aeromèdics" van iniciar l'organització per a la "difusió d'informació, ja que potenciarà la precisió del seu art especialitzat ... oferint així una més gran garantia per a la seguretat del públic i del pilot, per igual, i cooperació. En la promoció del progrés de l'aeronàutica als Estats Units". Hubertus Strughold, el "Pare de la Medicina Espacial", cofundador de la branca de medicina espacial de l'AsMA en el 1950.

## Afiliació
L'AsMA té més de 2.200 membres, aproximadament el 25% dels membres és internacional de més de 70 països.

## Publicacions
L'AsMA produeix moltes publicacions, incloses:
- Aerospace Medicine and Human Performance - Una publicació mensual revisada per parells que va ser publicada per primera vegada el 1975 i està indexada a PubMed. (ISSN 2375-6314)
- Aviation, Space, and Environmental Medicine - Publicació mensual revisada per experts que es va publicar de 1975 a 2015 i està indexada a PubMed. (ISSN 0095-6562)
- Aerospace medicine - La revista que precedeix a Aviation, Space, and Environmental Medicine es va publicar del 1959 fins al 1974. (ISSN 0001-9402)
- The Journal of Aviation Medicine - La revista que precedeix Aerospace medicine es va publicar del 1930 fins al 1959. (ISSN 0095-991X)
- Directrius mèdiques per a passatgers d'aerolínies
- Directrius mèdiques per a viatges en aerolínies[3]